# Club Polideportivo La Roda
El Club Polideportivo La Roda o más conocido como Fundación Globalcaja La Roda por cuestiones de patrocinio, es un club de baloncesto de La Roda (Albacete) que juega en Tercera FEB durante la temporada 2024-2025.

## Historia
En la década de 1980, CP La Roda alcanzó por primera vez la Liga EBA, donde permaneció durante cuatro años antes de descender.
El club volvió años después y empezó en la Liga Provincial, volviendo finalmente a la Tercera División, cuarta división, en 1989. Cuatro años después, La Roda logró el ascenso a Segunda División, donde jugó de forma ininterrumpida hasta 2002 (la liga cambió su nombre a Primera División en 1999) cuando el club descendió a Primera Autonómica. Un año después, volvió a Primera División para jugar durante 12 años antes de ascender a la Liga EBA.
La Roda descendió nuevamente a Primera División en su debut en una liga nacional pero permaneció en la liga luego de la expansión de su grupo de 14 a 16 equipos. En la siguiente temporada, terminó en la cuarta posición y se clasificó para la etapa de ascenso gracias a la renuncia del Real Madrid B. Sorprendentemente, el club logró el ascenso a la LEB Plata el 22 de mayo de 2017 después de ganar los tres partidos de la etapa final.
En su temporada de debut, el club sorprendentemente se clasificó a la Copa LEB Plata al terminar en el segundo lugar después de la primera mitad de la temporada regular. También terminó en el segundo lugar de la tabla al final de esta etapa, pero fue rápidamente eliminado en los playoffs de promoción por Real Canoe. Su segunda temporada fue completamente diferente y La Roda acabó en los puestos de descenso a la Liga EBA.
En la temporada 2019-20 volvería a jugar en Liga LEB Plata. Pese a haber descendido de categoría en la pasada edición, el club rodense ha conseguido obtener una de las plazas vacantes tras la renuncia de varios clubes por morivos económicos.
Durante la temporada 2019-20, el conjunto albaceteño jugaría en LEB Plata a las órdenes de Sergio Vicente, con el que conseguiría el 11º puesto de la clasificación.
En la temporada 2020-21, el CP La Roda contrata a Antonio Moya como nuevo entrenador para seguir jugando en LEB Plata.
Durante las siguientes tres temporadas se clasifica para los playoffs de ascenso, cayendo eliminado en octavos de final en las tres.
En la temporada 2023-24 termina en el puesto 13.º,  descendiendo a Tercera FEB (anteriormente denominada Liga EBA).

## Instalaciones
El Fundación Globalcaja La Roda juega en el Pabellón Juan José Lozano Jareño, de la Calle La luz, s/n 02630 La Roda (Albacete).

## Denominaciones
- Fundación Caja Rural La Roda (-2015)
- Fundación Globalcaja La Roda (2015-2018)
- Jafep Fundación Globalcaja La Roda (2018-2020)
- Fundación Globalcaja La Roda (2020-2021)
- Decolor Fundación Globalcaja La Roda (2021-2023)
- Fundación Globalcaja La Roda (2023-)

## Temporadas
| Temporada | Nivel | División                | Pos. | Postemporada                | TR    | PO         | Copa           | Copa |
| --------- | ----- | ----------------------- | ---- | --------------------------- | ----- | ---------- | -------------- | ---- |
| 1992-93   | 4     | 3.ª División            | 2.º  | Fase ascenso (1.º)/ Ascenso | 17-5  | 2-0        | –              | –    |
| 1993-94   | 3     | 2.ª División            | 10.º | –                           | 6-20  | –          | –              | –    |
| 1994-95   | 3     | 2.ª División            | 7.º  | –                           | 12-12 | –          | –              | –    |
| 1995-96   | 3     | 2.ª División            | 11.º | –                           | 8-22  | –          | –              | –    |
| 1996-97   | 4     | 2.ª División            | 10.º | –                           | 7-17  | –          | –              | –    |
| 1997-98   | 4     | 2.ª División            | 6.º  | –                           | 10-12 | –          | –              | –    |
| 1998-99   | 4     | 2.ª División            | 7.º  | –                           | 10-12 | –          | –              | –    |
| 1999-00   | 4     | 2.ª División            | 10.º | –                           | 7-18  | –          | –              | –    |
| 2000-01   | 5     | 1.ª División            | 6.º  | –                           | 13-13 | –          | –              | –    |
| 2001-02   | 5     | 1.ª División            | 12.º | Descenso                    | 8-18  | –          | –              | –    |
| 2002-03   | 6     | 1.ª División Autonómica | 1.º  | Ascenso                     | 20-2  | –          | –              | –    |
| 2003-04   | 5     | 1.ª División            | 5.º  | –                           | 17-9  | –          | –              | –    |
| 2004-05   | 5     | 1.ª División            | 10.º | –                           | 12-18 | –          | –              | –    |
| 2005-06   | 5     | 1.ª División            | 2.º  | –                           | 21-9  | –          | –              | –    |
| 2006-07   | 5     | 1.ª División            | 12.º | –                           | 10-20 | –          | –              | –    |
| 2007-08   | 6     | 1.ª División            | 12.º | –                           | 12-16 | –          | –              | –    |
| 2008-09   | 6     | 1.ª División            | 6.º  | –                           | 15-11 | –          | –              | –    |
| 2009-10   | 5     | 1.ª División            | 5.º  | –                           | 16-10 | –          | –              | –    |
| 2010-11   | 5     | 1.ª División            | 7.º  | –                           | 13-13 | –          | –              | –    |
| 2011-12   | 5     | 1.ª División            | 6.º  | –                           | 14-12 | –          | –              | –    |
| 2012-13   | 5     | 1.ª División            | 4.º  | Fase final (4.º)            | 17-9  | 0-1        | –              | –    |
| 2013-14   | 5     | 1.ª División            | 5.º  | –                           | 14-12 | –          | –              | –    |
| 2014-15   | 5     | 1.ª División            | 1.º  | Fase final (1.º)/ Ascenso   | 22-4  | 2-0        | –              | –    |
| 2015-16   | 4     | Liga EBA                | 11.º | Descenso                    | 10-16 | –          | –              | –    |
| 2016-17   | 4     | Liga EBA                | 4.º  | Fase final (4.º)/ Ascenso   | 22-8  | 3-0        | –              | –    |
| 2017-18   | 3     | LEB Plata               | 2.º  | Cuartos final (6.º)         | 23-7  | 0-3        | Copa LEB Plata | SC   |
| 2018-19   | 3     | LEB Plata               | 23.º | Descenso                    | 10-24 | –          | –              | –    |
| 2019-20   | 3     | LEB Plata               | 21.º | –                           | 8-17  | –          | –              | –    |
| 2020-21   | 3     | LEB Plata               | 5.º  | Octavos final (12.º)        | 14-12 | 1-1        | –              | –    |
| 2021-22   | 3     | LEB Plata               | 7.º  | Octavos final (15.º)        | 14-12 | 0-2        | –              | –    |
| 2022-23   | 3     | LEB Plata               | 8.º  | Octavos final (16.º)        | 12-14 | 0-2        | –              | –    |
| 2023-24   | 3     | LEB Plata               | 13.º | Descenso                    | 9-17  | –          | –              | –    |
| 2024-25   | 4     | Tercera FEB             | 3.º  | Fase final (7.º)            | 18-8  | (2-0)(2-2) | –              | –    |

## Entrenadores
- 2016-2019  Alejandro González Cano
- 2018-2019  Eduardo Clavero Soravilla
- 2019-2020  Sergio Vicente Beleña
- 2020-Actualidad  Antonio Moya Bueno

## Jugadores destacados
| - Larry Abia - José Luis González Albaladejo - Carlos Noguerol - Sami Eleraky - José Luis Ibáñez - Jacob Round - Daniel de la Rúa - Jabs Newby - José Medina - Placide Nakidjim - Moustapha Barro |